# Fernando Sardinha
Fernando Luiz (São Carlos, 18 de novembro de 1969), mais conhecido como Fernando Sardinha, é um fisiculturista profissional, instrutor e empresário brasileiro, atualmente com uma das carreiras mais longevas no cenário do fisiculturismo brasileiro.

## Inicio de vida
Fernando Sardinha, desde jovem tinha uma ‘veia artística’ preponderante, que inclusive lhe permitiu participar de espetáculos como Dança dos Signos, Noturno e Aldeia dos Ventos da Companhia Oswaldo Montenegro. Na juventude por influencia do pai, aprendeu tocar teclado, piano e violão.

## Carreira no fisiculturismo
Ainda jovem, tinha o objetivo de se tornar um atleta profissional o motivando a se preparar para sua primeira competição IFBB no ano de 1989 no Campeonato Paulista (Anhembi), na categoria Júnior Leve de até 70Kg, com 20 anos de idade se consagra campeão.
Atualmente é o fisiculturista do Brasil que mais tem títulos, nacionais e internacionais. Ao todo, são 148 troféus, 141 competições, 98 títulos e 132 medalhas na carreira.